# مفكرات فلكية بابلية

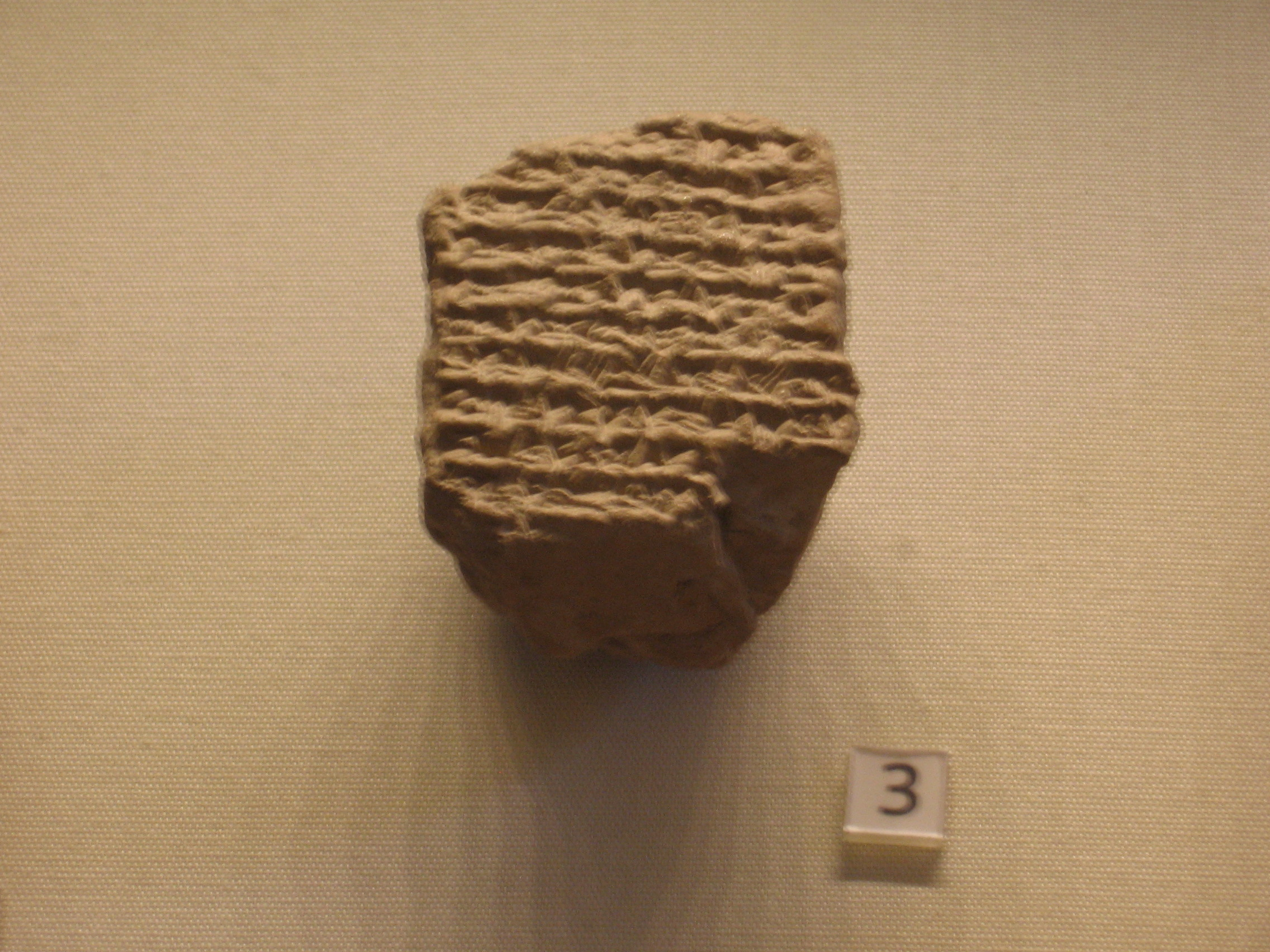
يوميات فلكية تسجيل وفاة الإسكندر الأكبر (المتحف البريطاني)

المفكرات الفلكية البابلية هي عبارة عن مجموعة من النصوص البابلية المسمارية التي تحتوي على سجلات منتظمة من الملاحظات الفلكية والأحداث السياسية، فضلا عن التوقعات المبنية على الملاحظات الفلكية. وتشمل أيضا معلومات أخرى ، مثل أسعار السلع الأساسية خاصة التواريخ و تقارير الطقس. تخزن حاليا في المتحف البريطاني. كما يعتقد أنها كانت تستخدم كمصادر للسجلات البابلية.

## التاريخ
كان البابليون هم أول من أدرك أن الظواهر الفلكية هي ظواهر دورية متكررة وقامو بتطبيق الرياضيات على توقعاتهم. أقدم نص فلكي هامة هو نص لوحة 63 من مجموعة إنوما أنو إنليل، لوح فينوس لأمي صادوقا، الذي يسرد شروق وغروب كوكب المنظور على مدى فترة من حوالي 21 سنة. ويعتبر من أول الأدلة على أن ظهور الكواكب هو أمر دوري.
بداء تسجيل الظواهر المنتظمة المشؤومة وعلاقتها بالظواهر الفلكية في عهد نبوناصر (747-734 قبل الميلاد) عندها زاد في عدد ونوعية الملاحظات الفلكية. على سبيل المثال. فقد تم تسجيل دورة ساروس التي هي مراقبة  تكرار الخسوف القمري لفترة 18 عاما.

## تراجم
تم نشر ترجمة اليوميات التي في مجلدات اليوميات الفلكية والنصوص ذات الصلة من بابل، الذي حرره إبراهيم ساكس و هيرمان هانغر.
- المجلد 1 – المفكرات من 652 ق. م. إلى 262 ق. م. ((ردمك 3-7001-1227-0), 1988).
- المجلد 2 – المفكرات من 261 ق. م. إلى 165 ق. م. ((ردمك 3-7001-1705-1), 1989).
- المجلد 3 – المفكرات من 164 ق. م. إلى 61 ق. م. ((ردمك 3-7001-2578-X), 1996).
- المجلد 4 – لم تنشر بعد.
- المجلد 5 – نصوص القمر والكواكب ((ردمك 3-7001-3028-7), 2001), يحتوي على سجلات بيانات القمر والكواكب من القرن 8 قبل الميلاد إلى القرن الثامن قبل 1 الميلادي.
- المجلد 6 – الهدف السنوي من النصوص ((ردمك 978-3-7001-3727-6), 2006), يحتوي على بيانات القمر والكواكب من القرن 3 قبل الميلاد إلى القرن الثامن قبل الميلاد 1.
- المجلد 7 – التقاويم و بيانات النجوم العادية ((ردمك 978-3-7001-7627-5), 2014), يحتوي على التقاويم الفلكية من القرن 3 قبل الميلاد إلى القرن 1st.

## وصلات خارجية
- اليوميات لفلكية: مقالة في livius.org
- روابط ترجمة اليوميات لفلكية: 333-63 B. C.